# کوپولا (ایستگاه فضایی)

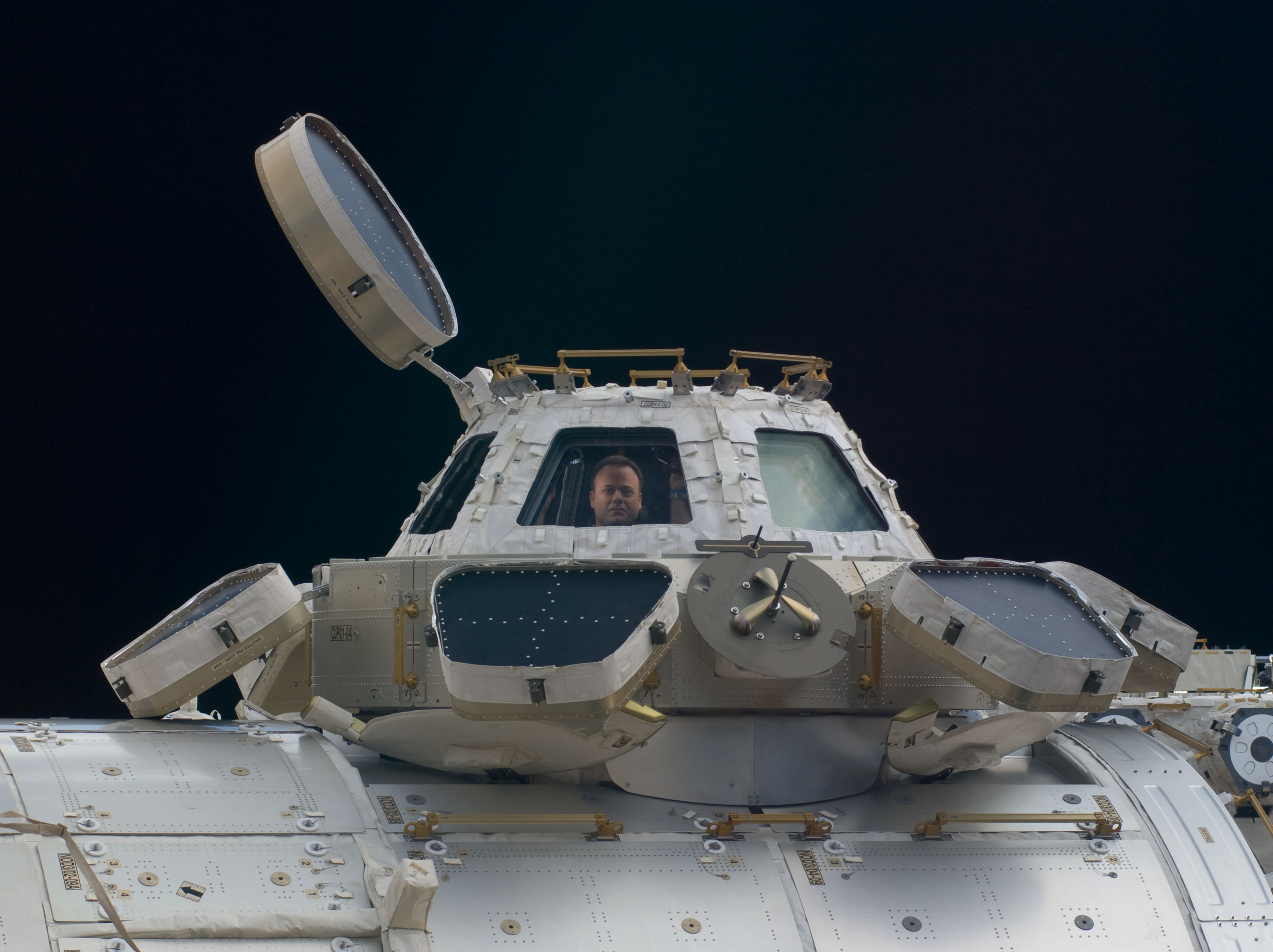
نمای خارجی کوپولا با شاترهای باز

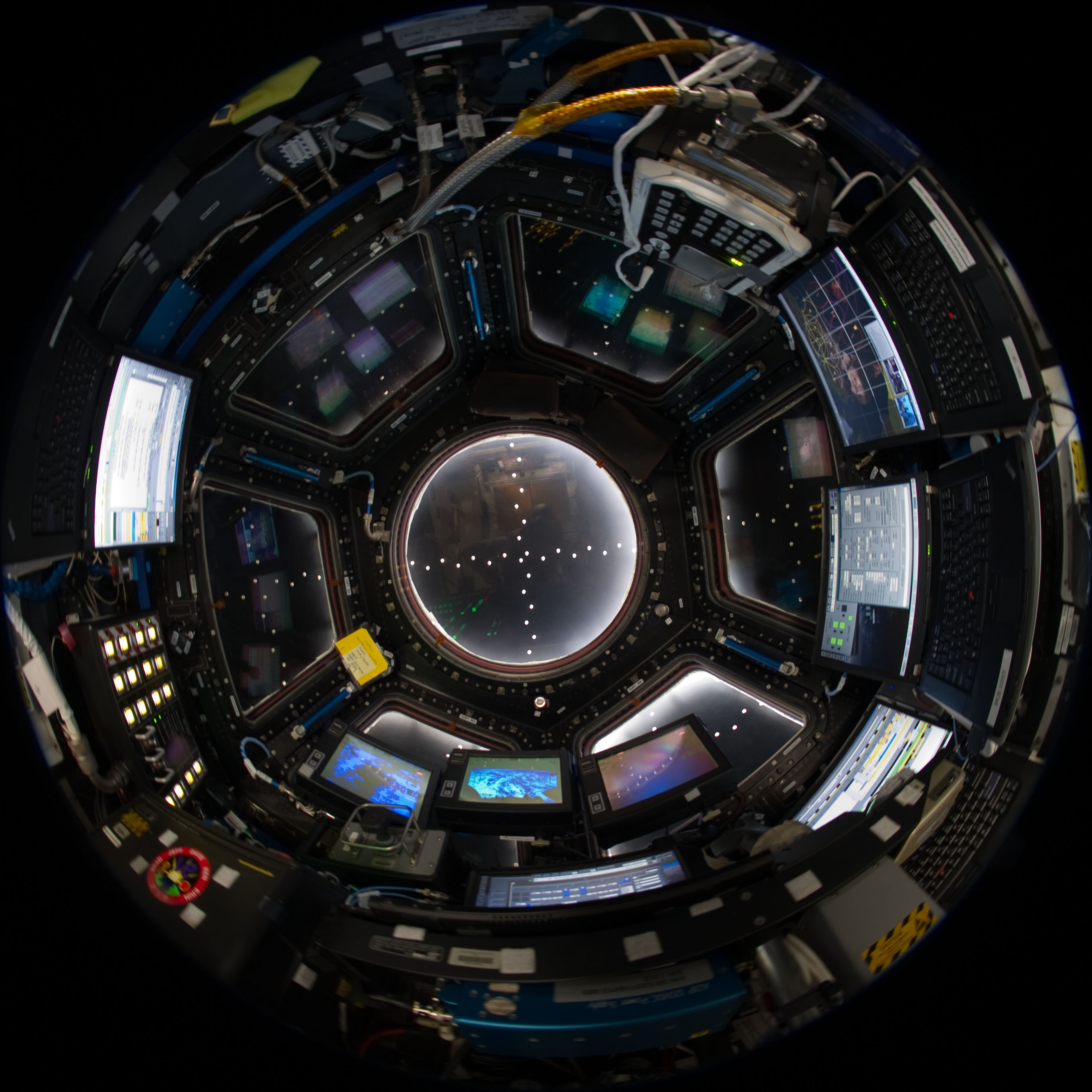
نمای داخلی چشم‌ماهی از کوپولا با شاترهای بسته

کوپولا (cupola) یک اتاقک دیداری ایستگاه فضایی بین‌المللی (ISS) ساخته آژانس فضایی اروپا می‌باشد. نام کیوپولا برگرفته از نام ایتالیایی cupola به معنای گنبد است. هفت پنجره کیوپولا جهت اداره و هدایت آزمایش‌ها، اتصال و مشاهده زمین استفاده می‌شود. کیوپولا توسط شاتل در مأموریت اس‌تی‌اس-۱۳۰ به فضا برده و به اتاقک نود ۳ در هشتم فوریه ۲۰۱۰ متصل شد که ۸۵ درصد هم‌گذاری و اسمبل کردن آی‌اس‌اس را به انجام رسانید. پنجره ۸۰ سانتی‌متری (۳۱ اینچ) کیوپولا بزرگترین در نوع خود است که در فضا به کار برده شده.

## نگاه اجمالی
کیوپولا یک رصدخانه و محیط کاری را برای خدمه آی‌اس‌اس فراهم می‌کند تا دیدی داشته باشند جهت کنترل اس‌اس‌آرام‌اس و یک دید عمومی از زمین، اشیای آسمانی و وسایل نقلیه. پروژه کیوپولا توسط ناسا آغاز شد ولی به دلیل بودجه ناکافی کنسل شد یک تفاهم پایاپای بین ناسا و  ای‌اس‌ای شکل گرفت و ادامه روند ساخت کیوپولا از ۱۹۹۸  توسط آژانس فضایی اروپا از سر گرفته شد.